# Deltaspidium
Genre
Synonymes
- Adhynastes Roewer, 1930

Deltaspidium est un genre d'opilions laniatores de la famille des Gonyleptidae.

## Distribution
Les espèces de ce genre sont endémiques de l'État de Rio de Janeiro au Brésil.

## Liste des espèces
Selon World Catalogue of Opiliones (17/09/2021) :
- Deltaspidium asperum (Perty, 1833)
- Deltaspidium orguense (Soares & Soares, 1954)
- Deltaspidium tenue (Roewer, 1930)

## Publication originale
- Roewer, 1927 : « Brasilianische Opilioniden, gesammelt von Herrn Prof. Bresslau in Jahre 1914. » Abhandlungen der Senckenbergischen Naturforschenden Gesellschaft, vol. 40, no 3, p. 333-352.